# مقاييس المساواة الجنسانية
تعد مقاييس المساواة الجنسانية، أو مقاييس اللامساواة الجنسانية، أدواتًا إحصائية تستخدم لتحديد مفهوم المساواة الجندرية.
إضافة إلى بعض المؤشرات الأساسية، يوجد أكثر من 300 مؤشر ثانوي مختلف يستخدم لقياس درجة المساواة الجنسانية، تشمل أبرز مؤشرات المساواة الجنسانية مؤشر التنمية حسب نوع الجنس (المعروف اختصارًا باللغة الإنجليزية ب GDI) ومقياس التمكين الجنساني (GEM) الذي استعمل لأول مرة عام 1995. تشمل المقاييس الحديثة أيضًا كلًا من مؤشر المساواة بين الجنسين، الذي طرحته لأول مرة منظمة المرصد الاجتماعي في عام 2004، وتقرير الفجوة العالمية بين الجنسين، الذي طرحه المنتدى الاقتصادي العالمي في عام 2006، ومؤشر المؤسسات الاجتماعية والجنسانية، الذي طرحه مركز التنمية التابع لمنظمة التعاون الاقتصادي والتنمية في عام 2007.

## المؤشرات
تشمل المؤشرات النموذجية للمساواة الجنسانية تقسيمات، تراعي الاعتبارات الجنسانية، لعدد ونسبة إشغالات المناصب، ككبير المدراء والمشرع، حسب الجنس، إضافة إلى توافر الحريات المدنية، كحرية الملبس وحرية التنقل، والمؤشرات الاجتماعية الأخرى التي تتمثل بالحق في التملك والحصول على الخدمات المصرفية، ومؤشرات الجريمة، كالعنف ضد المرأة، ومؤشرات الصحة والتعليم، كمتوسط العمر المتوقع حسب الجنس، والتحصيل العلمي، والمؤشرات الاقتصادية، كفجوة الأجور بين الجنسين، والمشاركة في القوى العاملة، والدخل المكتسب.
بهدف تقليل عدد الإحصاءات الفردية التي يمكن الاستشهاد بها، تستخدم، بشكل شائع، عدة مؤشرات تعتمد على مجموعة من المقاييس.

## الأسس

### مقياس التمكين الجنساني

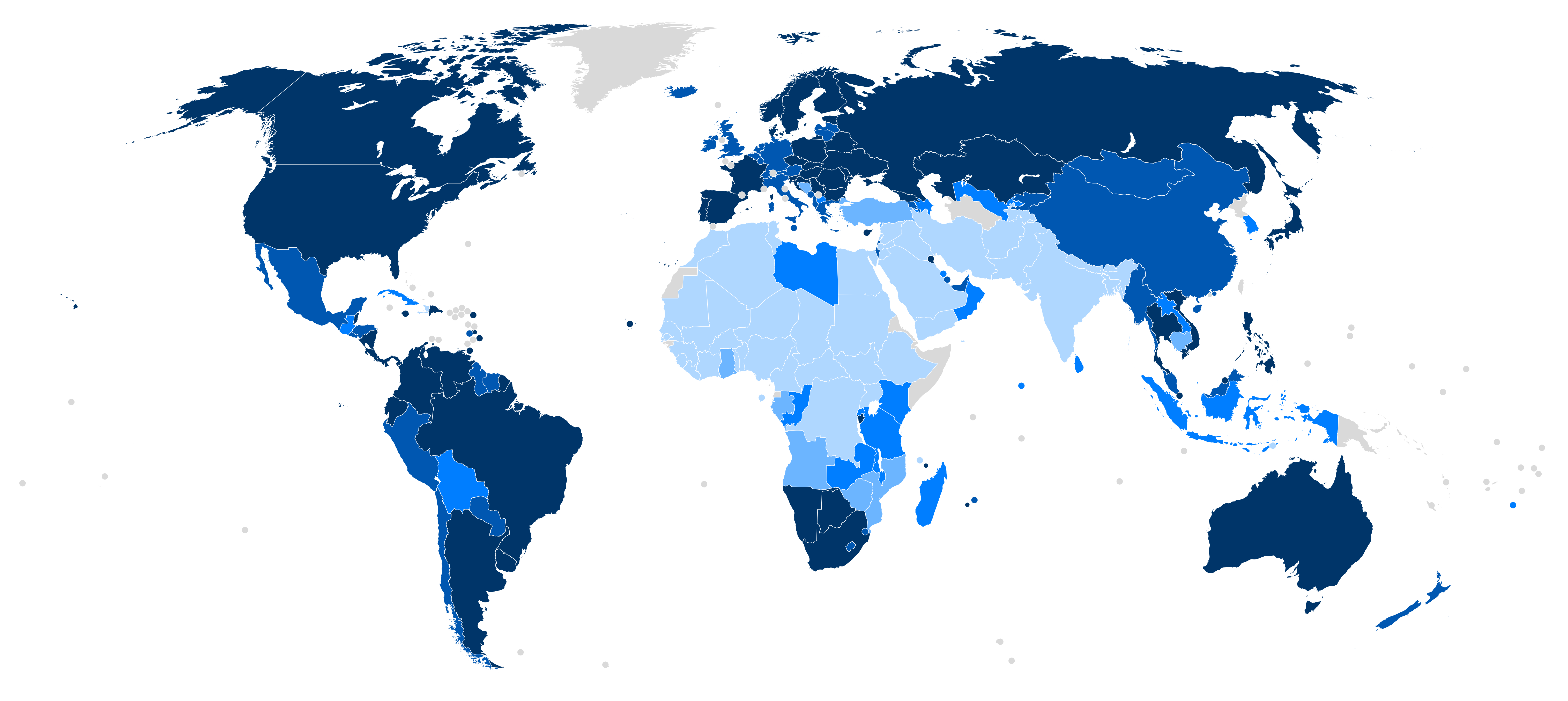
خريطة تظهر توزيع بلدان العالم على خمس مجموعات، من 1 إلى 5، بناءً على مؤشر التنمية بين الجنسين فيها (بالاعتماد على بيانات عام 2018، المنشورة في عام 2019). الفجوة بين الجنسين في المجموعة الأولى أصغر ما يمكن، بالمقابل، فإنها أكبر ما يمكن في المجموعة رقم 5.

وضع مقياس التمكين الجنساني في نفس الوقت تقريبًا مع مؤشر التنمية حسب نوع الجنس، لكنه غالبًا ما يعتبر أكثر تخصصًا. يشتمل مقياس التمكين الجنساني على جوانب لا يتطرق إليها لا مؤشر التنمية حسب نوع الجنس ولا مؤشر التنمية البشرية، كالحقوق وإمكانية الوصول إلى السلطة. يهدف مقياس التمكين الجنساني إلى تحديد «فيما إذا كان الرجال والنساء قادرون على المشاركة، بنشاط، في الحياة الاقتصادية والسياسية وفي عمليات صنع القرار»، وغالبًا ما يركز على ما يمكن للأشخاص فعله، بعيدًا عن الرفاهيات (كيف يتصرف الأشخاص بشكل عام وما هي الأشياء التي تثير مخاوفهم). يمكن تحديد القيمة الخاصة بمقياس التمكين الجنساني من خلال أخذ ثلاثة مؤشرات بعين الاعتبار، نسبة المقاعد التي تشغلها النساء في البرلمانات الوطنية، ونسبة النساء في مناصب صنع القرار الاقتصادي (بما في ذلك الوظائف الإدارية والتنظيمية والمهنية والفنية)، وحصة الإناث من الدخل (دخل الذكور مقابل دخل الإناث). يعد مقياس التمكين الجنساني قيمًا للغاية، لأنه يسمح بمقارنة العديد من المعايير بين دول العالم بعد أن كان ذلك صعب التحقيق قبل وضع المقياس.
مع تطبيق هذه المقاييس (مقياس التمكين الجنساني، ومؤشر التنمية المرتبط بنوع الجنس) على مدى العديد من السنوات، أُثير الجدل حول فيما إذا كانت هذه المقاييس مؤثرة في تعزيز التنمية التي تراعي الفوارق بين الجنسين، كما كان مأمولًا عند وضعهما لأول مرة، أم لا. يتعرض المقياسان للانتقاد لعدة أسباب، من بينها، كونهما شديدا التخصص ويصعب تفسيرهما، وغالبًا ما يساء فهمهما، ولا يوفران مقارنات دقيقة بين البلدان، ويحاولان الجمع بين العديد من عوامل التنمية في مقياس واحد. عبر البعض عن قلقه من إمكانية أن تخفي هذه المقاييس، في حال لم تجمع البيانات الكافية، معلومات أكثر من تلك التي تكشفها، فهي لا تأخذ بعين الاعتبار الوضع النسبي للأشخاص، ولا وضع المرأة بالنسبة للرجل، بل تقيس المستويات المطلقة لدخل الفرد، أو مستويات التنمية البشرية. قال ميلز في عام 2010: «مع أنها غالبًا ما توصف بأنها مقاييس أساسية للمساواة (أو اللامساواة) بين الجنسين، يتفق معظم الخبراء على أنها في الواقع ليست مقاييس لعدم المساواة بين الجنسين على الإطلاق».